# Dzikie Pola (gra fabularna)
Dzikie Pola – polska gra fabularna. Pierwsza edycja, wydana przez Wydawnictwo Mag w 1997 roku, była autorstwa Jacka Komudy, Marcina Baryłki i Macieja Jurewicza. Druga edycja, wydana przez firmę MAX PRO w 2005 roku, została opracowana przez Jacka Komudę, Michała Mochockiego i Artura Machlowskiego pod patronatem portalu Valkiria. Charakterystyczną cechą gry jest bliska do polskiej historii stylistyka świata.

## Realia
Akcja gry toczy się w Rzeczypospolitej od II połowy XVI, poprzez wiek XVII do XVIII, przy czym autorzy polecają grę w czasach jej największej świetności, a przy tym największych niepokojów wojennych w polskiej historii.

## Gra
Dzikie Pola są oparte na standardowych rozwiązaniach gier fabularnych, jednak jego oprawa nawiązująca do historii pociąga za sobą charakterystyczne elementy. Prowadzący sesję otrzymał miano Starosty. Gracze wcielają się w szlachtę-sarmacką, która począwszy od ubóstwa wspina się po drabinie społecznej państwa polskiego (można się wcielać również w postaci cudzoziemców).
Do elementów fantastycznych należy magia – tajemnicza i ukryta przed większością ludzi, nawiązuje do znanej w popkulturze magii staropolskiej (jak kontaktowanie się z duszami zmarłych i wróżby).

## Mechanika

### Systemu1 edycji
Poza podręcznikiem głównym wydano dodatki W stepie szerokim oraz Ogniem i mieczem (autorzy: Andrzej Łukasiak i Jacek Komuda).
Niezbędna jest kostka dziesięciościenna (cechy charakterystyczne w skali procentowej – liczba 40 oznacza 40% szansę na wykonanie ustalonego przez Starostę zadania), a także sześcienna (wynik niższy niż rzut kostką – test pomyślny dla gracza).

### Systemu 2 edycji
Gra opiera się na podręczniku Dzikie Pola: Rzeczpospolita w ogniu oraz dodatek Pan Brat, czyli szlachcica sarmackiego opisanie.
Mechanika uległa znacznym zmianom, m.in. zamiast kości dziesięciościennej i procentowych modyfikatorów używa się kości dwudziestościennej i opisowych modyfikatorów. Mechanika rozwija głównie system walki, zarówno przy pomocy broni białej, jak i palnej.

## Społeczność
Gracze Dzikich Pól wymieniają poglądy na temat gry na Swawolnej Kompaniji – oficjalnym forum i stronie internetowej Dzikich Pól. Tam też zrzeszona jest społeczność fanowska – opowiadania, scenariusze (dyariusze) i inne artykuły ukazują się właśnie w tym miejscu.

## Znaczenie
Według Michała Mochockiego, gra ta ma "szczególną, pionierską pozycję" w polskiej branży gier, jako "pierwsza nowoczesna gra o tematyce sarmackiej". Gra przyczyniła się do popularyzacji sarmackiego dziedzictwa kulturowego w popularnej kulturze polskiej, m.in. poprzez aktywność fanów w polskim fandomie graczy RPG, którzy biorą udział w organizacji rekonstrukcji historycznych a także projektów edukacyjnych.